# Denis-Charles Godefroy de Ménilglaise
Pour les articles homonymes, voir Godefroy.
Denis-Charles Godefroy de Ménilglaise (22 août 1795 Francfort-sur-le-Main (Hesse, Allemagne) - 20 juillet 1877 Paris) fut un sous-préfet de 1822 à 1830 et auteur d'études d'histoire locale.

## Famille
Fils de Denis-Joseph Godefroy, seigneur de Maillart, conseiller du roi, directeur de la chambre des comptes de Lille en 1760, et de Marie-Julie-Eugénie de Lencquesaing, Denis-Charles Godefroy  épousa, 1° en 1828, Félicité-Ursule d'Estreux de Maingoval (décédée sans enfants en 1829), 2° en 1835, Anne-Alphonsine de Droullin de Ménilglaise dont il eut trois enfants.
Par ordonnance rendue en conseil d'État en 1846, il releva le nom de Menilglaise qui venait de la famille de Droullin de Ménilglaise dont était son épouse, le père de celle-ci étant le dernier du nom,  et fut autorisé à s'appeler Godefroy de Ménilglaise. Il s'intitula alors  "marquis de Godefroy-Ménilglaise". Il fut membre du 1er conseil général de L'Œuvre des Écoles d'Orient du 25 avril 1856, plus connue actuellement sous le nom de L’Œuvre d’Orient.
Son fils, Denis-Marie-Charles-Raoul Godefroy de Ménilglaise (25 février 1836 Paris-21 février 1898), chef de bataillon de la garde nationale mobile des Deux-Sèvres, décoré de la médaille de la valeur militaire (Italie), est fait le 22 août 1871 chevalier de la Légion d'honneur.

## Carrière
Il fut adjoint à la mairie de Lille en 1821, sous-préfet de Doullens (1822), de Saint-Malo (1824), de Valenciennes (1826).  

## Auteur d'études d'histoire locale
Membre de la société des Antiquaires de la Morinie, de la société des Antiquaires de Normandie, de la société des Antiquaires de l'Ouest (Poitiers), de l'Académie de Gand et de l'Académie d'Arras, il faut l'auteur d'études d'histoire locale, il fut également éditeur de Chronique de Guines et d'Ardre (1855)  de Lambert d'Ardres et  de Chronique de Hainaut (1874) de Gilbert de Mons (1150-1224). Il légua en 1877 sa bibliothèque à la Bibliothèque municipale de Lille.

## Principaux ouvrages
- Les Savants Godefroy, mémoires d'une famille pendant les XVIe, XVIIe et XVIIIe siècles (1873).

## Armes
Les armes des Godefroy étaient : « D'argent à trois hures de sanglier de sable, arrachées et languées de gueules ». Après 1846, il écartèle ses armoiries de celles des Droullin, qui sont : « D'argent au chevron de gueules accompagné de trois quinte-feuille de sinople ».